# Ucieczka z Dannemory
Ucieczka z Dannemory – amerykański miniserial (dramat, thriller) wyprodukowany przez  Michael De Luca Productions oraz Red Hour Productions, którego twórcami są Brett Johnson i Michael Tolkin.
Serial był emitowany od 18 listopada 2018 roku do 30 grudnia 2018 roku przez Showtime, natomiast w Polsce był  od 7 grudnia 2018 roku do 25 stycznia 2019 roku.

Fabuła serialu opowiada historię ucieczki z bardzo strzeżonego więzienia, dwóch morderców: Richarda Matta i Davida Sweata.

## Obsada

### Główna
- Benicio del Toro jako  Richard Matt
- Patricia Arquette jako  Joyce "Tilly" Mitchell
- Paul Dano jako  David Sweat
- Bonnie Hunt jako  Catherine Leahy Scott[3]
- Eric Lange jako  Lyle Mitchell[4]
- David Morse jako  Gene Palmer[5]

Powracające role

### Role drugoplanowe
- Jeremy Bobb jako   Dennis Lambert[6]

### Gościnne występy
- Michael Imperioli jako  Andrew Cuomo[7]
- Charlie Hofheimer jako   Kenny

## Odcinki
| Nr | Tytuł  | Reżyseria   | Scenariusz                                 | Premiera w Showtime | Premiera w HBO   |
| -- | ------ | ----------- | ------------------------------------------ | ------------------- | ---------------- |
| 1  | Part 1 | Ben Stiller | Brett Johnson, Michael Tolkin              | 18 listopada 2018   | 7 grudnia 2018   |
| 2  | Part 2 | Ben Stiller | Brett Johnson, Michael Tolkin              | 25 listopada 2018   | 14 grudnia 2018  |
| 3  | Part 3 | Ben Stiller | Jerry Stahl                                | 2 grudnia 2018      | 21 grudnia 2018  |
| 4  | Part 4 | Ben Stiller | Brett Johnson, Michael Tolkin              | 9 grudnia 2018      | 28 grudnia 2018  |
| 5  | Part 5 | Ben Stiller | Brett Johnson, Michael Tolkin              | 16 grudnia 2018     | 4 stycznia 2019  |
| 6  | Part 6 | Ben Stiller | Brett Johnson, Michael Tolkin, Jerry Stahl | 23 grudnia 2018     | 11 stycznia 2019 |
| 7  | Part 7 | Ben Stiller | Brett Johnson, Michael Tolkin              | 30 grudnia 2018     | 18 stycznia 2019 |

## Produkcja
3 czerwca 2017 roku, stacja Showtime zamówiła miniserial od  Bena Stillera.
W kolejnym miesiącu poinformowano, że Eric Lange zagra w serialu 
Na początku sierpnia 2017 roku, ogłoszono, że David Morse oraz Jeremy Bobb wystąpią w dramacie.
We wrześniu 2017 roku, poinformowno, że Bonnie Hunt i Michael Beasley dołączyli do obsady miniserialu.